# Vida Ačienė
Vida Ačienė (ur. 11 sierpnia 1963 w Graužai) – litewska ekonomistka i polityk. Posłanka na Sejm Republiki Litewskiej.

## Życiorys
W 1981 ukończyła liceum w Widuklach. W 1982-1987 uczęszczała na studia ekonomiczne na Wydziale Ekonomicznym na Uniwersytecie Litewskim (ob. Uniwersytet Aleksandrasa Stulginskisa).
W latach 1987–1988 była głównym ekonomistą w Państwowym Gospodarstwie Rolnym Nemakščiai. Następnie (1995-2000) została ekonomistą w spółce publicznej AB Ūkio bankas w Rosieniach. Następnie była szefem działu obsługi klienta w spółce akcyjnej AB Vilniaus bankas. 2004-2005 - manager ds. sprzedaży w spółce akcyjnej AB Hansabankas. Od 2005 do 2016 roku główny specjalista ds. Oceny projektów i administracji, zastępca dyrektora Departamentu Programów Rozwoju Obszarów Wiejskich i Rybołówstwa w Krajowej Agencji Płatniczej w Ministerstwie Rolnictwa.
W 2016 przyjęła propozycję kandydowania do Sejmu z ramienia Litewskiego Związku Rolników i Zielonych. W wyborach w 2016 uzyskała mandat posłanki na Sejm Republiki Litewskiej.